# Opatovický potok (přítok Vrchlice)
Opatovický potok je pravostranný a celkově největší přítok říčky Vrchlice v okrese Kutná Hora ve Středočeském kraji. Délka jeho toku činí 14,8 km. Plocha povodí měří 25,0 km².

## Průběh toku

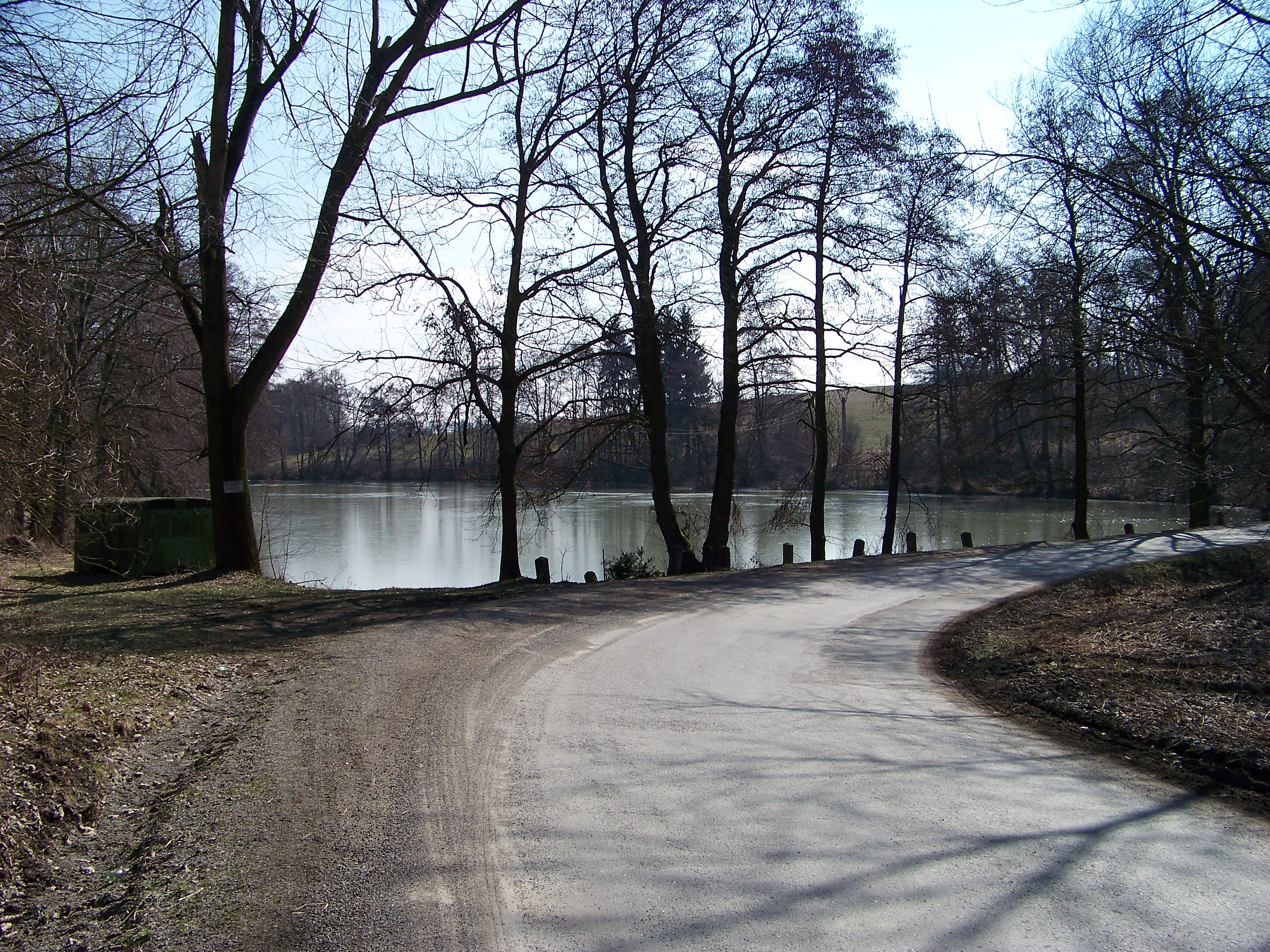
Rybník Prosík na dolním toku Opatovického potoka

Potok pramení severozápadně od Bludova v nadmořské výšce okolo 480 m. V nejhornější části směřuje krátce na severovýchod. Po necelém kilometru zadržuje jeho vody rozlehlý rybník Katlov, u něhož se rozkládá stejnojmenná chatová osada spadající pod Červené Janovice. Od hráze rybníka teče potok na sever k Opatovicím I, kterými protéká. V tomto úseku napájí řadu rybníků, které se nazývají Pracný, Vačkář, Nový opatovický rybník a Mlýnský rybník. Od Mlýnského rybníka proudí na severovýchod ke Koroticím. Jihozápadně od Korotic přijímá zprava Vilémovický potok, protéká zmíněnou osadou a pokračuje dále na severovýchod. Západně od osady Lomec se Opatovický potok obrací na severozápad k Březové, u níž napájí spolu s Březovským potokem Březovský rybník. Pod hrází rybníka přijímá zleva od jihu přitékající Bahenský potok. Od soutoku s Bahenským potokem směřuje Opatovický potok dále na severozápad. Východně od Týniště překonává jeho koryto silnice II/126 a o něco níže po proudu přitéká zleva Krasoňovický potok. Pod ústím Krasoňovického potoka překonává údolí Opatovického potoka železniční trať č. 235 Kutná Hora – Zruč nad Sázavou, která poté sleduje dolní tok potoka až k ústí do říčky Vrchlice. Od výše zmíněného ústí pokračuje potok údolím při východním okraji Týniště, kde se obrací krátce na sever a po několika stech metrech u silničního mostu spojujícího Týniště a Bykáň se stáčí opět na severozápad. Nedaleko ústí zadržuje jeho vody rybník Prosík. Do Vrchlice se vlévá jižně od Malešova na 16,9 říčním kilometru v nadmořské výšce okolo 340 m.

### Větší přítoky
- Vilémovický potok je pravostranný přítok Opatovického potoka, který pramení v Červených Janovicích v nadmořské výšce okolo 450 m. Po celé své délce teče převážně severním směrem. Na severním okraji Červených Janovic napájí Zámecký rybník, který je jedním ze dvou rybníků nacházejících se v jeho povodí. Od Červených Janovic potok proudí mělkým údolím k Vilémovicím, u jejichž západního okraje napájí další rybník, který je bezejmenný. Od Vilémovic potok pokračuje dále na sever až ke svému ústí. Do Opatovického potoka se vlévá na 7,7 říčním kilometru,[1] mezi Opatovicemi I a Koroticemi, v nadmořské výšce okolo 390 m. Délka Vilémovického potoka činí 3,0 km.[1]

- Březovský potok je levostranný přítok, který pramení v polích západně od Korotic v nadmořské výšce okolo 400 m. Po celé své délce směřuje na sever. Jižně od Březové, kterou potok protéká, zadržuje jeho vody Hladký rybník. Na severním okraji Březové se spolu s Opatovickým potokem vlévá do Březovského rybníka.[pozn 1] Délka Březovského potoka činí 1,9 km.[3]

- Bahenský potok je levostranný přítok Opatovického potoka pramenící jihovýchodně od osady Bahno v nadmořské výšce okolo 410 m. Teče převážně severním až severovýchodním směrem. Na horním toku proudí víceméně souběžně podél silnice II/126, která jej překonává na středním toku mezi prvním a druhým říčním kilometrem, kde se potok stáčí více na severovýchod k Březové. Na dolním toku teče při západním okraji výše zmíněné osady, severně od níž se vlévá do strouhy vytékající z Březovského rybníka. Společné ústí obou vodních toků do Opatovického potoka se nachází na jeho 3,4 říčním kilometru v nadmořské výšce okolo 360 m.[3][pozn 2] Délka Bahenského potoka činí 2,5 km.[3]

- Krasoňovický potok je levostranný přítok, který pramení v polích jihozápadně od osady Bahno v nadmořské výšce okolo 410 m. Teče převážně severním až severovýchodním směrem. Mezi prvním a druhým říčním kilometrem protéká Krasoňovicemi. Severně od Krasoňovic napájí malý rybník. Na středním a dolním toku je v blízkosti potoka vedena železniční trať č. 235 Kutná Hora – Zruč nad Sázavou. Do Opatovického potoka se Krasoňovický potok vlévá na 2,0 říčním kilometru,[3] východně od Týniště, v nadmořské výšce okolo 355 m. Délka Krasoňovického potoka činí 2,6 km.[3]